# Star of India
Le Star of India est un trois-mâts barque à coque en acier, construit en 1863 dans un chantier naval de Ramsey, sur l'île de Man. Il a été inscrit en 1999 à la liste du California Historical Landmarks en tant que National Historic Landmark depuis 1966 par le Registre national des lieux historiques.
Le Star of India a été restauré en 1962 et est en état de navigabilité. En tant que bateau-musée, il est amarré au quai du musée maritime de San Diego en Californie (position :32° 42′ 57,39″ N, 117° 10′ 22,3″ O) juste au sud de Lindbergh Field, l'aéroport international.

## Histoire

### Sous le nom d’Euterpe
Il a été lancé sous le nom d’Euterpe (la muse de la musique) le 14 novembre 1863 du chantier naval Gibson, Arnold & MacDonald de Ramsey sur l'île de Man pour la Wakefield Nash & Company de Liverpool spécialisée dans le commerce du jute indien ; c'était initialement un trois-mâts carré.
Le début de carrière de ce voilier marchand fut rude. Dès son voyage inaugural débutant le 9 janvier 1864 en direction de Calcutta, sous le commandement du capitaine William John Storry, une collision avec un brick espagnol non éclairé au large des côtes du pays de Galles le contraint à s'arrêter à Anglesey pour réparation à cause d'un début de mutinerie de l'équipage qui refuse de continuer à cause de cette avarie. Dix sept marins seront condamnés aux travaux forcés dans la prison Beaumaris du port.
Puis en 1865, l’Euterpe subit un démâtage dans le golfe du Bengale au large de Madras et est contraint de faire escale pour réparation à Trinquemalay à Ceylan puis à Calcutta. La capitaine Storry mourra durant le voyage de retour vers l'Angleterre et sera immergé.
Après ces deux voyages catastrophiques, l’Euterpe est vendu en  début 1871 à David Brown de Londres qui réalise quatre voyages sans incident vers l'Inde et en fin de cette même année à la Shaw, Savill & Co. de Londres.
Durant 25 ans, l’Euterpe transportera des passagers et des marchandises vers la Nouvelle-Zélande nouvelle terre de migration, après l'ouverture du canal de Suez. Le plus rapide de ses 21 aller-retour a pris 100 jours et le plus long 143 jours. Un bébé est né lors d'un des voyages vers la Nouvelle-Zélande et a reçu Euterpe en deuxième prénom.
En 1897, après 21 tour du monde, l’Euterpe est revendu à un propriétaire hawaïen et en 1899 à la Pacific Colonial Ship Company de San Francisco en Californie. Il fera 4 voyages de transport de bois d'œuvre, de charbon et de sucre entre la côte pacifique des États-Unis, Hawaii et l'Australie. Il ne sera officiellement enregistré aux États-Unis que le 30 octobre 1900.

### Sous le nom deStar of India
En 1901 l’Euterpe est vendu à l'Alaska Packers' Association de San Francisco, conserveries de saumon d'Alaska. Il est modifié en trois-mâts barque pour le transport des pêcheurs, des ouvriers des conserveries et du charbon d'Oakland vers Nushagak dans la mer de Béring à l'aller et les conserves de saumon en retour.
En 1906, la compagnie le rebaptise Star of India en conformité avec les autres bateaux de sa flotte. Jusqu'en 1923 il effectuera 23 voyages vers l'Alaska avant d'être remplacé par un navire à vapeur.
En 1926, le Star of India est vendu à la Zoogical Society de San Diego pour devenir l'attraction principale d'un projet de musée et d'aquarium géant. La Grande Dépression de 1929 et la Seconde Guerre mondiale  annuleront ce projet.
Ce n'est qu'en 1957 que la restauration du voilier est mise en œuvre sous l'impulsion d'Alan John Villiers, ancien capitaine de trois-mâts et écrivain d'une association de bénévoles la Star of India Auxiliary créée en 1959.
Il faudra attendre 1976 pour revoir le Star of India naviguer de nouveau. Il abrite actuellement des expositions du musée maritime de San Diego et navigue au moins une fois par an.
Le Star of India est le troisième plus vieux navire à flot aux États-Unis, après  l’USS Constitution (1797) et l’USS Constellation (1854), et le plus ancien navire du monde naviguant encore. Sa coque, ses cabines et ses infrastructures sont les originales.